# Kicking Against the Pricks
Kicking Against the Pricks is een album van Nick Cave & The Bad Seeds uit 1986.
De titel van het album verwijst naar  Handelingen  26:14. (Wij vielen allen ter aarde en ik hoorde een stem in het Hebreeuws tot mij zeggen: Saul, Saul, waarom vervolgt gij Mij?  Gij treft uzelf hard door achteruit tegen de prikkel te slaan).
Kicking Against the Pricks werd opgenomen in de AAV Studios in Melbourne, Australië, tijdens de maanden november en december 1985.  Het werd geproduceerd door Nick Cave & The Bad Seeds zelf.  De mixing van het album werd gedaan door Flood, in de Hansa Tonstudios in Berlijn in maart 1986.
Het is een coveralbum, met nummers van onder andere Leadbelly, John Lee Hooker, Lou Reed en Roy Orbison.

## Tracks
- Muddy Water
- I'm Gonna Kill That Woman
- Sleeping Annaleah
- Long Black Veil
- Hey Joe
- The Singer (The Folksinger)
- Black Betty
- Running Scared
- All Tomorrow's Parties
- By the Time I Get to Phoenix
- The Hammer Song
- Something's Gotten Hold of My Heart
- Jesus Met the Woman at the Well
- The Carnival Is Over

## Muzikanten
- Nick Cave: zang, orgel, piano
- Barry Adamson: basgitaar, backing vocals
- Mick Harvey: piano, achtergrondzang, drums, akoestische gitaar
- Blixa Bargeld: gitaar, slidegitaar
- Thomas Wydler: drums, percussie